# Élections générales québécoises de 1960
L'élection générale québécoise de 1960 (la 26e élection générale depuis la confédération canadienne de 1867) est une élection s'étant déroulée le 22 juin 1960 afin d'élire les députés de la 26e législature à l'Assemblée législative de la province de Québec (Canada). Le gouvernement de l'Union nationale, dirigé par Antonio Barrette, est défait par le Parti libéral du Québec de Jean Lesage, qui forme un gouvernement majoritaire.
Ce fut l'une des élections les plus marquantes de l'histoire du Québec contemporain. L'élection de 1960 met un terme à 16 ans de gouvernement par l'Union nationale et marque le début de la Révolution tranquille, qui transforme la société québécoise au cours des années 1960, notamment en posant les bases de l'État-providence.

## Contexte

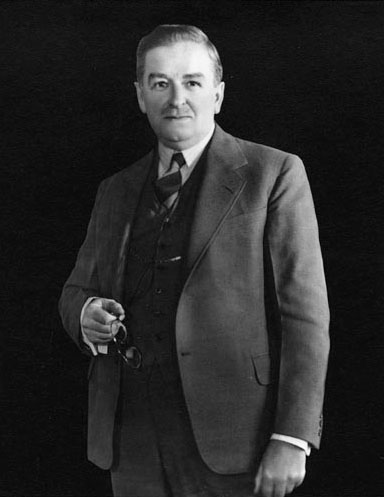
Maurice Duplessis, dit le Chef, meurt en septembre 1959. Il aura passé près de vingt ans au pouvoir.

Le 7 septembre 1959, le premier ministre Maurice Duplessis meurt à Schefferville lors d'une visite dans cette ville minière du Nord québécois. La mort de Duplessis met fin à près de 20 ans de domination du paysage politique québécois par l'Union nationale. Le règne de Duplessis fut marqué par le conservatisme, le clientélisme, une proximité du pouvoir avec le clergé catholique, la défense des pouvoirs provinciaux face au fédéral, une opposition au keynésianisme et un farouche antisyndicalisme. Néanmoins, contrairement à certaines idées reçues de la «Grande Noirceur», le Québec de la fin des années 1950 était déjà en voie de modernisation, ayant une population majoritairement urbanisée et un important secteur manufacturier.  
Trois jours après la mort du «Chef», les membres du cabinet choisissent Paul Sauvé pour lui succéder comme premier ministre. Sauvé entreprend ses « cents jours » de changement sous le slogan « désormais », déterminé à moderniser la machine de l'État après des années de stagnation sous Duplessis. Le 2 janvier 1960, alors qu'il a le vent dans les voiles et menace l'élan libéral, le nouveau premier ministre meurt subitement à son tour à Saint-Eustache, dans sa circonscription de Deux-Montagnes. Le 7 janvier 1960, Antonio Barrette est choisi comme premier ministre à l'approche des élections provinciales. L'Union nationale est alors désorganisée, ayant eu trois chefs en moins d'un an. De plus, le gouvernement unioniste est dans l'eau chaude depuis que le journal Le Devoir ait révélé le « Scandale du gaz naturel » le 13 juin 1958.  

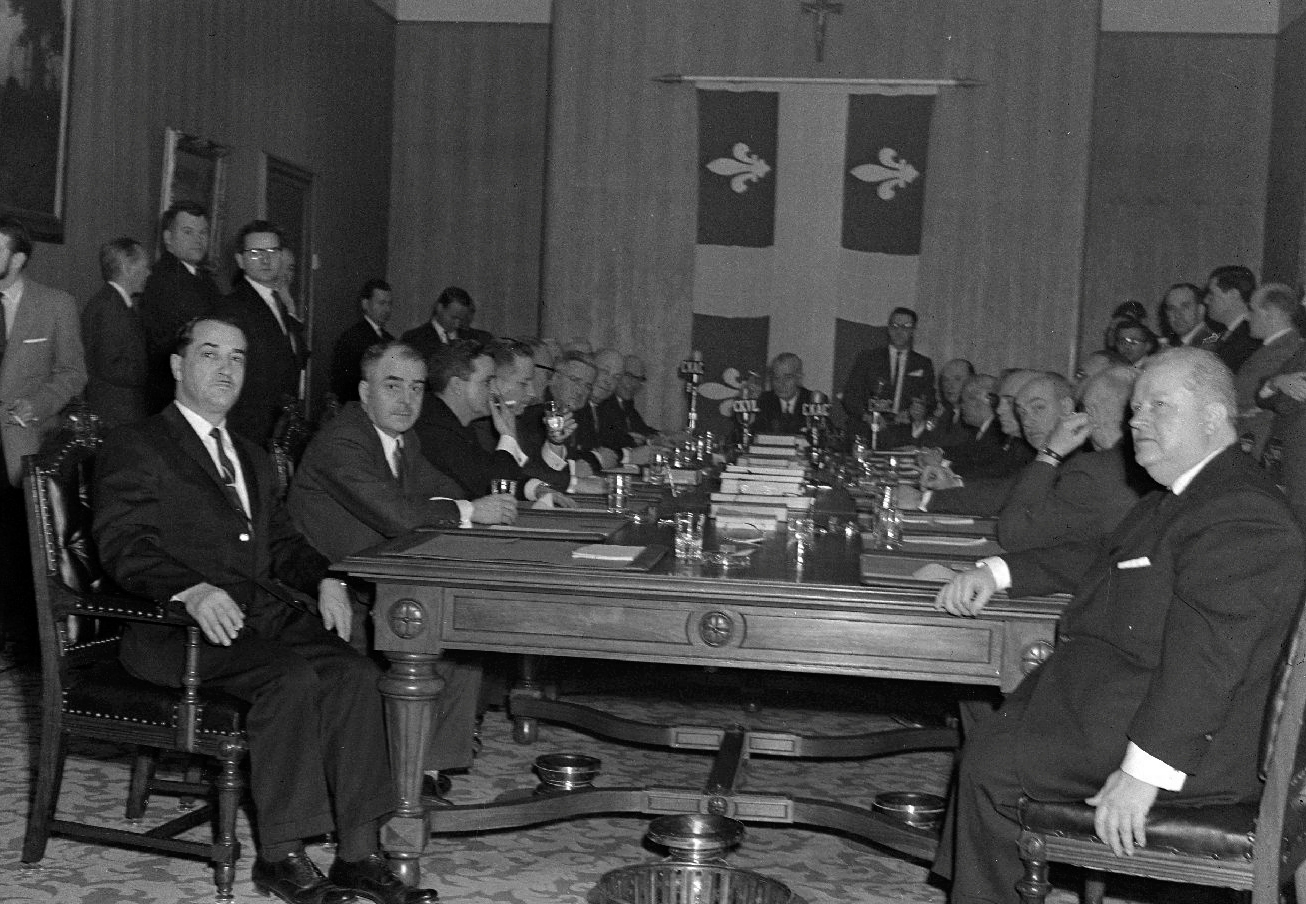
8 janvier 1960. Assermentation d'Antonio Barrette à titre de premier ministre du Québec, à l'Assemblée nationale. Les ministres sont réunis pour l'occasion.

Élu à la tête du Parti libéral du Québec le 31 mai 1958 (il succède à George-Émile Lapalme), Jean Lesage, ancien ministre libéral au fédéral, compte bien profiter des déboires du gouvernement. Critiquant notamment la corruption gouvernementale et les politiques unionistes en matière de relations provinciales-fédérales, il promet alors de créer un «État fort et créateur» face au «régime d'occupation». Le parti d'opposition peut notamment compter sur le candidat-vedette et journaliste René Lévesque, tout juste recruté, pour faire la promotion de son programme.  
Outre l'Union nationale et le Parti libéral, une troisième formation politique prend également part au processus électoral: le Parti social démocratique du syndicaliste Michel Chartrand. Faute de moyens, il n'arrivera toutefois pas à présenter de candidats. 
Le 18 mars 1960, deux circonscriptions sont ajoutées, faisant passer le nombre à 95. L'une d'elles porte le nom de Duplessis, en l'honneur de celui qui est mort seulement six mois plus tôt. Le 27 avril, le bref d'élection est émis et la campagne électorale est mise en marche.

## Plateformes électorales

### Union nationale

Logo de l'Union nationale (UN).

L'Union nationale, le parti au pouvoir, n'a pas publié de programme électoral pour l'élection de 1960. C'est à travers les interventions de leur chef, Antonio Barrette, que les Unionistes font part de leurs positions à l'électorat. Barrette défend le bilan de Maurice Duplessis et attaque de front le chef du Parti libéral, Jean Lesage, qu'il présente comme un «apprenti de la politique provinciale», un mauvais administrateur et un «centralisateur».
L'Union nationale insiste beaucoup sur le fait que les Libéraux compromettraient l'autonomie du Québec. Rappelant le passage de Jean Lesage en politique fédérale, on l'accuse de faire partie des «anciens de l'école centralisatrice libérale d'Ottawa». Barrette veut alors se présenter comme le gardien de l'indépendance politique du Québec sur la scène fédérale. On critique le bilan de Jean Lesage à Ottawa, opposant l'accroissement de la dette canadienne lorsqu'il était au fédéral à la diminution de la dette québécoise sous l'Union nationale. Les Unionistes citent des exemples de «gaspillages» dont il aurait été responsable. Outre sa gestion des finances, on lui reproche également d'avoir attiré plus d'un million et demi d'immigrants, qui seraient responsables du chômage au Québec. 
En plus de la critique des Libéraux, c'est à travers la défense de ses «œuvres» que l'Union nationale compte convaincre l'électorat. Les milieux ruraux et agricoles sont souvent évoqués. On présente Antonio Barrette comme un «pionnier de l'électrification rurale» et on rappelle certaines mesures comme la création de l'Office des marchés agricoles, l'aide au coopératives, les octrois pour engrais chimiques, les prêts à court terme, la prévention des incendies et l'organisation et l'amélioration des fermes. L'Union nationale se félicite de sa «bonne administration» de la province: «sans augmenter les impôts l'Union nationale boucle ses budgets et réduit la dette de la province». Le parti n'évoque pas beaucoup le développement économique mais dresse un bilan très positif en matière de construction de routes et de ponts et d'accroissement de la production minière et électrique,. Parallèlement, les Unionistes présentent les promesses libérales comme étant «irréalisables» d'un point de vue financier.     
Comparant les politiques en éducation sous les régimes du Parti libéral (avant 1944) et de l'Union nationale, les Unionistes parlent d'ombre et de lumière. On rappelle que l'UN a aboli les dettes des commissions scolaires, remplacé les «hangars» du temps des Libéraux par 4 689 nouvelles écoles, construit 14 nouvelles écoles d'agricultures et réglé la question du financement des universités. On reproche au Parti libéral d'avoir abandonné les collèges classiques, qui n'auraient été fréquentés que par «les fils de bourgeois». Les Unionistes se targuent d'ailleurs d'avoir remplacé les «quelques bourses aux fils d'organisateurs politiques» par des bourses à plus de 100 000 étudiants entre 1946 et 1960. L'UN parle peu de santé durant la campagne de 1960. Le parti rappelle toutefois avoir «décentralisé la médecine» en agrandissant ou construisant 171 hôpitaux, sanatoriums et hospices depuis 1945 en plus de placer des lits additionnels «jusque dans les régions les plus reculées de la province».     
L'Union nationale insiste aussi sur son bilan en matière d'autonomie provincial. On cite notamment la récupération par Antonio Barrette des sommes destinées aux universités (qui étaient retenues par le fédéral) et à l'augmentation de 1% de l'impôt provincial sur les bénéfices des entreprises, qui força Ottawa à retirer 1% dans le même domaine. Considérant qu'il y a encore «beaucoup à faire avant que nos Droits soient récupérés», Antonio Barrette affirme tout de même clairement qu'il compte poursuivre la même politique:     
«Tout ce que Maurice Duplessis avait décidé pour la sauvegarde des Droits de la Province de Québec, et qui a été continué par Monsieur Sauvé, je le continuerai moi-même. Nous maintiendrons exactement la même politique suivie par mes deux prédécesseurs».    

### Parti libéral

Logo du Parti libéral du Québec (PLQ) en 1960.

Écrit par George-Émile Lapalme, chef du parti entre 1950 et 1958, le programme libéral est approuvé par la Fédération libérale du Québec le 6 mai 1959. Lesage affiche ses priorités: la création d'un État national québécois fort au sein de la Confédération canadienne, l'accès à l'éducation, l'assurance-maladie, la modernisation de la fonction publique afin de la rendre «politiquement neutre», l'élimination de la fraude électorale et du favoritisme (nommé «patronage» à l'époque par anglicisme), une nouvelle politique en matière de ressources naturelles et l'instauration de la planification économique. 
Sur le plan économique, le Parti libéral veut augmenter les redevances des entreprises qui exploitent les ressources naturelles québécoises afin qu'elles «correspondent davantage à l'importance des revenus qu'elles retirent de leurs opérations». On veut créer un ministère des Richesses naturelles (dont René Lévesque sera plus tard ministre) qui exigerait l'emploi de personnel technique et administratif local en plus de donner à Hydro-Québec un plus grand contrôle des ressources électriques et gazières. Les Libéraux proposent la création d'un Conseil d'orientation économique de la Province de Québec et veulent donner plus de pouvoirs au ministère du Commerce et de l'Industrie (notamment pour qu'il puisse établir des agences commerciales en Europe et ailleurs dans le monde). 
Dans le domaine agricole, le Parti libéral met de l'avant 19 mesures pour relever l'agriculture de «l'état pitoyable où elle est présentement». On propose notamment de rétablir et augmenter les primes et les octrois, moderniser la Loi des produits laitiers, rendre efficace l'Office des marchés agricoles (pour assurer la vente des produits), fournir des crédits pour diminuer les coûts de production et créer un service de recherches agricoles. 
Les Libéraux s'attaquent également au clientélisme qui a caractérisé le règne de l'Union nationale, reprochant au parti de Maurice Duplessis son exploitation des dépenses publiques et l'octroi de contrats pour fin de «mobilisation» électorale. Jean Lesage veut une commission royale d'enquête pour mettre en lumière les nombreux scandales (dont celui du gaz) qui ont éclaboussé les gouvernements unionistes. Le Parti libéral prévoit aussi une enquête générale sur la taxation provinciale et une répartition des sources de revenu entre le gouvernement provincial et les municipalités.  
Sur le plan social, le Parti libéral propose la mise en place de l'assurance-hospitalisation et une plus grande intervention du gouvernement sur la question du chômage. D'autres programmes sociaux sont également promis: des allocations supplémentaires aux aveugles, aux invalides et à toutes personnes âgées d'au moins 65 ans, des allocations de 10$ par mois aux parents ayant des jeunes entre 16 et 18 ans encore aux études ou encore une allocation provinciale destinée aux veuves et aux femmes célibataires âgées de 60 ans et plus. Les Libéraux veulent également du changement en matière de droits du travail: promulgation d'un code du travail, réforme de la Commission du salaire minimum, publication et motivation des décisions de la Commission des relations ouvrières, abrogation des «bills» 19 et 20 (qui limitent la liberté syndicale) et création d'un fonds de retraite.       
Dans le domaine de l'éducation, les Libéraux critiquent sévèrement le bilan de l'Union nationale et mettent de l'avant de multiples mesures: mise en place d'une Commission royale d'enquête sur l'éducation, gratuité scolaire et gratuité des manuels, réduction des dettes, création d'une Commission provinciale des universités, etc. On insiste également sur la création d'un Ministères des Affaires culturelles (c'est le tout premier article du programme libéral).       

## Déroulement
Malgré l'ambitieux programme du Parti libéral et la désorganisation de l'Union nationale, il était difficile de prédire l'issue du scrutin au début du processus. En effet, le parti au pouvoir bénéficie encore d'importants soutiens et le vote s'annonce serré dans plusieurs circonscriptions. Aucun débat des chefs n'aura lieu durant la campagne électorale (il faudra attendre 1962) car les deux partis ne parviennent pas à s'entendre sur la forme que prendrait le face-à-face. 

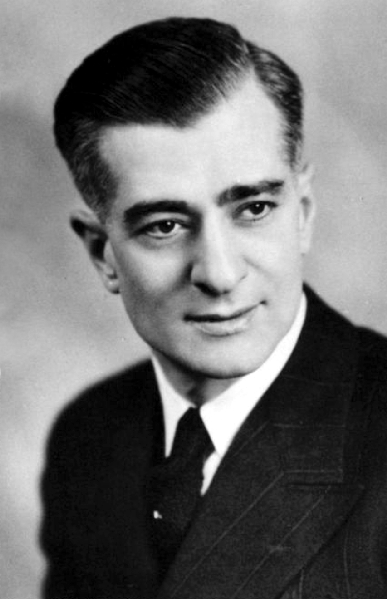
Antonio Barrette, chef de l'Union nationale.

La campagne est axée sur les deux chefs, Antonio Barrette et Jean Lesage. Ces derniers martèlent les slogans respectifs de leurs campagnes électorales: «Vers les sommets» pour l'Union nationale et «C'est le temps qu'ça change!» pour le Parti libéral. Barrette ne tourne pas le dos à l'héritage de son parti. Bien au contraire, il veut incarner la continuité, apparaissant fréquemment dans des campagnes publicitaires aux côtés de Maurice Duplessis et Paul Sauvé. On parle alors des «trois grands de l'Union nationale». Barrette parcourt les quatre coins du Québec, comptant plus sur la confiance des électeurs en sa personne qu'en un quelconque programme électoral (l'Union nationale n'en publie pas). Au début de la campagne, il affirme même, dans le Montréal-Matin, l'organe de presse de l'Union nationale:   
« Notre programme à nous a été formulé en 1931 et les lois actuelles témoignent qu’il a été mis en exécution ». Selon le journaliste Pierre Laporte (qui a révélé le «scandale du gaz naturel» quelques années plus tôt), Antonio Barrette fait bonne figure, malgré le fait qu'il s'agit de sa première campagne électorale en tant que chef. 
De son côté, Jean Lesage mène une campagne «à l'américaine», misant sur la proximité avec les électeurs afin d'atténuer l'image hautaine qu'on lui attribuait à l'époque. Le chef libéral s'inspire alors de Truman, passant parfois trois jours dans une même région afin d'écouter les revendications populaires. Démarrant de Louiseville, il sillonne la province avant de conclure sa tournée électorale en rassemblant 25 000 partisans au Palais du commerce, à Montréal. Lesage mise également sur la télévision, un nouveau média qui allait chambouler le marketing politique: les Libéraux mettent en ondes une série de reportages concis et directs. Le Parti libéral manquera de fonds avant la fin de la campagne, mais une vingtaine d'amis du parti récoltent 400 000 dollars afin de couvrir le reste des dépenses.      
Sur le plan des propositions, les Libéraux mettent de l'avant un programme ambitieux et visionnaire, qui met notamment l'accent sur l'autonomie provinciale et la décentralisation du fédéralisme canadien. On propose notamment la création un ministère des Affaires fédérales-provinciales, un Conseil provincial des arts, un Office de la langue française, un Département du Canada français d'outre-frontière, une Commission des monuments historiques, un Bureau provincial d'urbanisme et même un Tribunal constitutionnel.  Le Parti libéral s'engage également à mettre en place des conférences interprovinciales. L'Union nationale associe fréquemment Jean Lesage aux Libéraux fédéraux et l'accuse d'être un «centralisateur des pouvoirs à Ottawa», contrairement à Barrette, le «défenseur des droits du Québec». Le programme résolument nationaliste et autonomiste du Parti libéral rend la tâche difficile à l'Union nationale, qui n'a pas le monopole en la matière. L'épouvantail du communisme n'aura pas non plus beaucoup d'effet sur l'électorat.      
Les Unionistes doivent également traîner le boulet du scandale du gaz naturel, dans une campagne où l'enjeu de l'intégrité en politique occupe une place importante. L'intellectuel jésuite Richard Arès prononce d'ailleurs une importante conférence, au Club Richelieu, sur cette thématique: elle a beaucoup d'écho et est relayée par Le Devoir. Les abbés Dion et O'Neil publient quant à eux le livre intitulé Le Chrétien et les élections, qui dénonce les méthodes électorales de l'Union nationale. Le parti d'Antonio Barrette tente alors de contre-attaquer avec la brochure L'Anarchie est à nos portes de Monseigneur Bernier (Gaspé) et Monseigneur Cabana (Sherbrooke), sans grand succès.

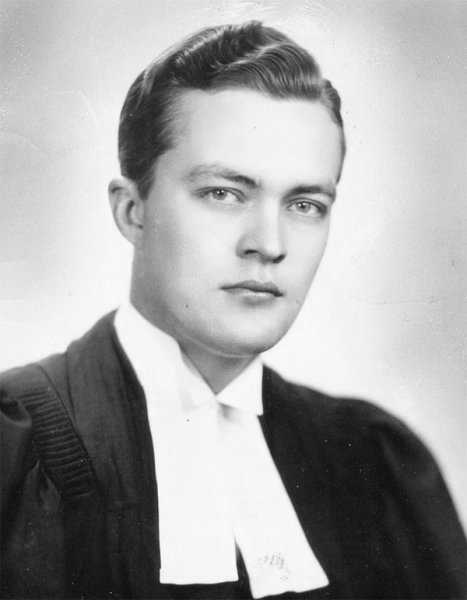
Jean Lesage, chef du Parti libéral et vainqueur du scrutin.

Les deux partis en lisse vont d'ailleurs s'accuser mutuellement de méthodes frauduleuses, l'Union nationale reprochant aux Libéraux d'utiliser leurs énumérateurs (ceux qui comptent les votes) pour faire du recrutement et le Parti libéral reprochant aux Unionistes d'utiliser Hydro-Québec à des fins clientélistes. Le parti d'Antonio Barrette est également mis dans l'embarras dans «l'affaire Pelletier». On accuse alors le député unioniste Joseph-Damase Bégin d'avoir tenté d'acheter, en 1956, Honoré Pelletier, un cultivateur qui se présentait pour les Libéraux dans la circonscription de Kamouraska à l'époque.      
Le 22 juin 1960 est le jour du scrutin. Outre quelques provocations entre partisans qui mènent au déploiement de la police dans certaines circonscriptions, le vote se déroule sans grand incident. Les résultats sont serrés dans plusieurs comtés, ce qui rallonge la soirée électorale. Mais les nombreux scandales éclaboussant l'Union nationale ainsi que la difficulté du parti à se renouveler face à des Libéraux ambitieux auront finalement raison du gouvernement unioniste: le Pari libéral prend le pouvoir et remporte une majorité à l'Assemblée nationale (51 sièges sur 95 et 51,3 % du vote). Bien qu'Antonio Barrette soit réélu, de nombreux ministres de l'Union nationale tombent: Johnny Bourque, Paul Beaulieu, Jacques Miquelon ou encore Antoine Rivard. Dans un discours de victoire triomphaliste, le nouveau premier ministre Jean Lesage parle d'un «changement de la vie».       

## Résultats
| Libéral   | Union nationale | Indépendant |
| 51 sièges | 43 sièges       | 1 siège     |
| ^         |                 |             |
| majorité  |                 |             |

### Résultats par parti politique
| Partis | Partis                      | Chef                        | Candidats | Sièges | Sièges | Voix      | Voix   | Voix    |
| Partis | Partis                      | Chef                        | Candidats | 1956   | Élus   | Nb        | %      | +/-     |
| --- | --------------------------- | --------------------------- | --------- | ------ | ------ | --------- | ------ | ------- |
| | Libéral                     | Jean Lesage                 | 95        | 20     | 51     | 1 077 135 | 51,4 % | +6,53 % |
| | Union nationale             | Antonio Barrette            | 95        | 72     | 43     | 977 318   | 46,6 % | -5,19 % |
| | Union nationale indépendant | Union nationale indépendant | 22        | -      | -      | 10 531    | 0,5 %  | +0,28 % |
| | Libéral indépendant         | Libéral indépendant         | 20        | -      | -      | 8 208     | 0,4 %  | 0,15 %  |
| | Communiste                  |                             | 2         | -      | -      | 536       | 0 %    | -       |
| | Libéral républicain         | Libéral républicain         | 1         | -      | -      | 188       | 0 %    | -       |
| | Social démocratique         |                             | 1         | -      | -      | 166       | 0 %    | -0,59 % |
| | Capital familial            |                             | 1         | -      | -      | 144       | 0 %    | +0,00 % |
| | Union nationale ouvrier     | Union nationale ouvrier     | 1         | -      | -      | 134       | 0 %    | -0,02 % |
| | Ouvrier                     |                             | 1         | -      | -      | 50        | 0 %    | -0,07 % |
| | Indépendant                 | Indépendant                 | 14        | 1      | 1      | 22 187    | 1,1 %  | -0,74 % |
| Total | Total                       | Total                       | 253       | 93     | 95     | 2 096 597 | 100 %  |         |
| Le taux de participation lors de l'élection était de 81,7 % et 33 510 bulletins ont été rejetés. Il y avait 2 608 439 personnes inscrites sur la liste électorale pour l'élection. |                             |                             |           |        |        |           |        |         |

### Résultats par circonscription
- Abitibi-Est: Lucien Cliche (Parti libéral)
- Abitibi-Ouest : Alcide Courcy (Parti libéral)
- Argenteuil  : William Cottingham (Union nationale)
- Arthabaska : Albert Morissette (Parti libéral)
- Bagot : Daniel Johnson (Union nationale)
- Beauce : Fabien Poulin (Parti libéral)
- Beauharnois : Edgar Hébert (Union nationale)
- Bellechasse : Gustave Plante (Parti libéral)
- Berthier : Azellus Lavallée (Union nationale)
- Bonaventure : Gérard D. Levesque (Parti libéral)
- Bourget : Jean Meunier (Parti libéral)
- Brome : Glendon Pettes Brown (Parti libéral)
- Chambly : Robert Théberge (Parti libéral)
- Champlain : Maurice Bellemare (Union nationale)
- Charlevoix : Arthur Leclerc (Union nationale)
- Châteauguay : Maurice Laberge (Union nationale)
- Chicoutimi : Antonio Talbot (Union nationale)
- Compton : Claude-Gilles Gosselin (Union nationale)
- Deux-Montagnes : Gaston Binette (Parti libéral)
- Dorchester : Joseph-Damase Bégin (Union nationale)
- Drummond : Bernard Pinard (Parti libéral)
- Duplessis : Henri-Laurier Coiteux (Parti libéral)
- Frontenac : Éloi Guillemette (Union nationale)
- Gaspé-Nord : Claude Jourdain (Parti libéral)
- Gaspé-Sud : Camille-Eugène Pouliot (Union nationale)
- Gatineau : Gérard Desjardins (Union nationale)
- Hull : Oswald Parent (Parti libéral)
- Huntingdon : Alister Somerville (Union nationale)
- Iberville : Laurent Hamel (Parti libéral)
- Iles-de-la-Madeleine : Hormisdas Langlais (Union nationale)
- Jacques-Cartier : Charles-Aimé Kirkland (Parti libéral)
- Joliette : Antonio Barrette (Union nationale)
- Jonquière-Kénogami : Gérald Harvey (Parti libéral)
- Kamouraska : Alfred Plourde (Union nationale)
- Labelle : Fernand-Joseph Lafontaine (Union nationale)
- Lac-Saint-Jean : Lucien Collard (Parti libéral)
- L'Assomption : Victor-Stanislas Chartrand (Union nationale)
- Laval : Jean-Noël Lavoie (Parti libéral)
- Laviolette : Charles Romulus Ducharme (Union nationale)
- Lévis : Roger Roy (Parti libéral)
- L'Islet : André Rousseau (Parti libéral)
- Lotbinière : René Bernatchez (Union nationale)
- Maisonneuve : Lucien Tremblay (Union nationale)
- Maskinongé : Germain Caron (Union nationale)
- Matane : Philippe Castonguay (Parti libéral)
- Matapédia : Bona Arsenault (Parti libéral)
- Mégantic : Pierre-Émilien Maheux (Parti libéral)
- Missisquoi : Jean-Jacques Bertrand (Union nationale)
- Montcalm : Maurice Tellier (Union nationale)
- Montmagny : Laurent Lizotte (Parti libéral)
- Montmorency : Yves Prévost (Union nationale)
- Montréal—Jeanne-Mance : Maurice Custeau (Union nationale)
- Montréal-Laurier : René Lévesque (Parti libéral)
- Montréal-Mercier : Gérard Thibeault (Union nationale)
- Montréal—Notre-Dame-de-Grâce : Paul Earl (Parti libéral)
- Montréal-Outremont : Georges-Émile Lapalme (Parti libéral)
- Montréal—Sainte-Anne : Frank Hanley (indépendant)
- Montréal—Sainte-Marie : Edgar Charbonneau (Union nationale)
- Montréal—Saint-Henri : Philippe Lalonde (Parti libéral)
- Montréal—Saint-Jacques : Paul Dozois (Union nationale)
- Montréal—Saint-Louis : Harry Blank (Parti libéral)
- Montréal-Verdun : George O'Reilly (Parti libéral)
- Napierville-Laprairie : Hercule Riendeau (Union nationale)
- Nicolet : Camille Roy (Union nationale)
- Papineau : Roméo Lorrain (Union nationale)
- Pontiac : Raymond-Thomas Johnston (Union nationale)
- Portneuf : Marcellin Laroche (Parti libéral)
- Québec-Centre : Maurice Cloutier (Union nationale)
- Québec (comté) : Jean-Jacques Bédard (Parti libéral)
- Québec-Est : Armand Maltais (Union nationale)
- Québec-Ouest : Jean Lesage (Parti libéral)
- Richelieu : Gérard Cournoyer (Parti libéral)
- Richmond : Émilien Lafrance (Parti libéral)
- Rimouski : Albert Dionne (Parti libéral)
- Rivière-du-Loup : Alphonse Couturier (Parti libéral)
- Roberval : Jean-Claude Plourde (Parti libéral)
- Rouville : Laurent Barré (Union nationale)
- Rouyn-Noranda : Edgar Turpin (Parti libéral)
- Saguenay : Lucien Bélanger (Parti libéral)
- Saint-Hyacinthe : René Saint-Pierre (Parti libéral)
- Saint-Jean : Philodor Ouimet (Parti libéral)
- Saint-Maurice : René Hamel (Parti libéral)
- Saint-Sauveur : Francis Boudreau (Union nationale)
- Shefford : Armand Russell (Union nationale)
- Sherbrooke : Louis-Philippe Brousseau (Parti libéral)
- Stanstead : Georges Vaillancourt (Parti libéral)
- Témiscamingue : Joseph-André Larouche (Union nationale)
- Témiscouata : Joseph-Antoine Raymond (Union nationale)
- Terrebonne : Lionel Bertrand (Parti libéral)
- Trois-Rivières : Yves Gabias (Union nationale)
- Vaudreuil-Soulanges : Paul Gérin-Lajoie (Parti libéral)
- Verchères : Guy Lechasseur (Parti libéral)
- Westmount—Saint-Georges : John Richard Hyde (Parti libéral)
- Wolfe : Gérard Lemieux (Parti libéral)
- Yamaska : Antonio Élie (Union nationale)

## Conséquences
Le premier mandat du gouvernement libéral (1960-1962) vit la mise en place de l'assurance-hospitalisation ou encore des ministères des Affaires culturelles, du Revenu et des Affaires fédérales-provinciales. Les Libéraux assurent également au Québec une place sur la scène internationale en inaugurant les bureaux du Québec à Paris (1961) puis à Londres (1963). Jean Lesage sera d'ailleurs reçu en grande pompe par le général de Gaulle lors d'un voyage diplomatique en France en octobre 1961. La nationalisation de l'hydroélectricité, l'une des réformes emblématiques de la Révolution tranquille, n'arrivera que lors du second mandat de Lesage, entre 1962 et 1966.  
Un consensus existe quant au fait que l'élection de 1960 fut l'un des événements majeurs de l'histoire du Québec contemporain. En mettant fin à une vingtaine d'années de domination sans partage de l'Union nationale, l'élection de Jean Lesage marque le début de la Révolution tranquille (1960-1966). L'ambitieux programme de l'«équipe du tonnerre» de Lesage entraîne de profonds changements dans la structure de l'État québécois et mène à la création de multiples institutions et programmes sociaux, posant les bases de l'État-providence.  

## Dates importantes
- 27 avril 1960 : émission du bref d'élection.
- 22 juin 1960 : scrutin
- 20 septembre 1960 : ouverture de la session.

## Slogans
- Parti libéral du Québec : C'est le temps qu'ça change ![17]
- Union nationale : Vers les sommets[18]